# Людмил Ангелов (офицер)
Людмил Лалев Ангелов  е български офицер, генерал-майор.

## Биография
Роден е на 10 август 1957 г. във Велико Търново. От 1971 г. е член на ДКМС. Завършва основно и средно образование в родния си град. Завършва средно образование през 1975 г. и е приет международни икономически отношения във Висшия икономически институт „Карл Маркс“. Същата есен е мобилизиран на наборна служба и постъпва в Школата за запасни офицери. След като я завършва постъпва в Щаба на школата. Там става нещатен сътрудник на Държавна сигурност. Уволнява се като младши лейтенант от запаса. В периода 1977 – 1982 г. учи във ВИИ. След това започва работа във ВТО „Балканкаримпекс“. На 26 май 1983 г. е назначен за разузнавач към Първо главно управление на Държавна сигурност с чин „лейтенант“. През 1987 г. изкарва 5 месечен курс в разузнавателна школа на КГБ в СССР. От 1 август 1988 г. е старши разузнавач. На 24 февруари 2003 г. е назначен за временно изпълняващ длъжността заместник-директор на Националната разузнавателна служба до назначаването на титуляр. На 4 май 2005 г. е назначен за заместник-директор на Националната разузнавателна служба и удостоен с висше офицерско звание бригаден генерал. На 25 април 2006 г. е назначен за заместник-директор на Националната разузнавателна служба, считано от 1 юни 2006 г. На 3 май 2011 г. е удостоен с висше офицерско звание генерал-майор. На 25 януари 2012 г. генерал-майор Людмил Ангелов е освободен от длъжността заместник-директор на Националната разузнавателна служба и от военна служба.

## Военни звания
- Младши лейтенант (1975)
- Лейтенант от Държавна сигурност (26 май 1983)
- Бригаден генерал (4 май 2005)
- Генерал-майор (3 май 2011)